# 발베르데주

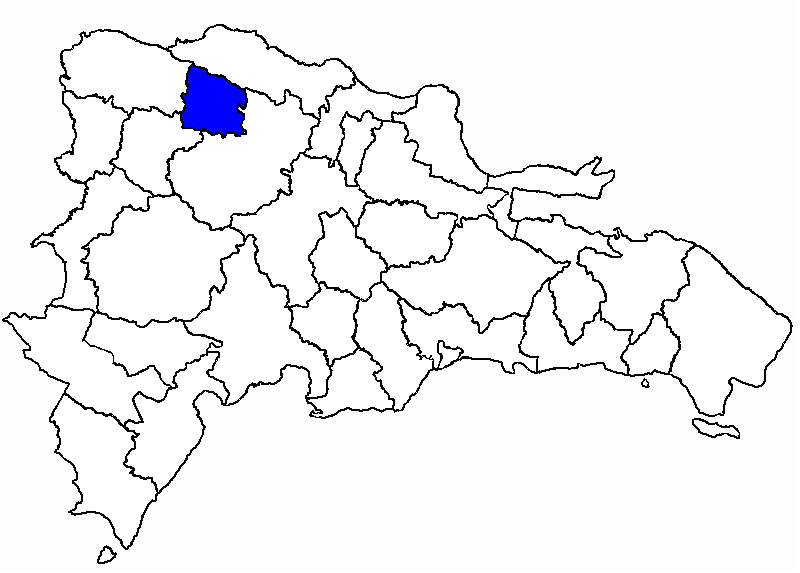
발베르데주의 위치

발베르데주(스페인어: Valverde)는 도미니카 공화국 북서부에 위치한 주로 주도는 마오이며 면적은 823.38km2, 인구는 217,026명(2014년 기준)이다. 1959년 산티아고 주에서 분리되어 신설되었다.
북쪽으로는 푸에르토플라타 주, 동쪽과 남쪽으로는 산티아고 주, 남서쪽으로는 산티아고로드리게스 주, 서쪽으로는 몬테크리스티 주와 접한다. 3개 지방 자치체와 10개 지구를 관할한다.